# Войт, Люк
Луис Линвуд «Люк» Войт III (англ. Louis Linwood «Luke» Voit III; 13 февраля 1991, Уайлдвуд, Миссури) — американский бейсболист, игрок первой базы клуба Главной лиги бейсбола «Сан-Диего Падрес». На студенческом уровне выступал за команду Миссурийского университета.

## Биография
Люк Войт родился 13 февраля 1991 года в Уайлдвуде, штат Миссури. Он учился в старшей школе Лафайетт, играл за бейсбольную и футбольную команды. Войт был перспективным лайнбекером, но после двух операций на плече отказался от футбола. Его школьный тренер Бойд Манн говорил, что если бы не травмы, то он стал бы игроком команды первого дивизиона NCAA. После окончания школы он был выбран на драфте Главной лиги бейсбола клубом «Канзас-Сити Роялс», но от подписания контракта отказался и поступил в Университет штата Миссури, изучал криминологию.
За команду университета он выступал в течение четырёх сезонов на позиции кэтчера. Его карьерный показатель отбивания в NCAA составил 29,1 %, он выбил 19 хоум-ранов. В 2013 году в 22 раунде драфта Войта выбрал клуб «Сент-Луис Кардиналс». Профессиональную карьеру он начал в Лиге Нью-Йорка и Пенсильвании в амплуа кэтчера. 
В начале сезона 2014 года руководство «Сент-Луиса» перевело Войта в «Палм-Бич Кардиналс», где он начал играть на первой базе. К 2016 году он продвинулся в фарм-системе клуба до уровня АА-лиги. Перед началом чемпионата 2017 года скауты не рассматривали его в числе перспективных игроков, считая достаточно возрастным (Войту было уже 25 лет) и способным играть только на одной позиции. Своей результативностью он опроверг все сомнения, в играх за «Мемфис Редбердс» в ААА-лиге отбивая с показателем 32,2 %. В июне 2017 года руководство команды вызвало Войта в основной состав и он дебютировал в Главной лиге бейсбола. До конца сезона он сыграл в стартовом составе в восемнадцати играх, отбивая в них с показателем 24,6 %.
Большую часть первой половины сезона 2018 года Войт провёл в составе «Мемфиса». За «Сент-Луис» он сыграл только в восьми матчах, действуя не лучшим образом. В конце июля «Кардиналс» обменяли его в «Нью-Йорк Янкис» на реливеров Чейзена Шрива и Джованни Гальегоса. Он успешно заменил в составе «Янкис» ушедшего Тайлера Остина и с конца августа стал игроком стартового состава. До конца чемпионата Войт выбил 14 хоум-ранов в 39 матчах, а затем вошёл в заявку команды на игры плей-офф. Сезон 2019 года для него оказался разделён на две части из-за травмы. До неё Войт в 78 матчах отбивал с показателем 28,0 % с 17 хоум-ранами и 50 RBI, после возвращения на поле он сыграл в 40 матчах, где его эффективность на бите составила всего 22,8 %. В сокращённом из-за пандемии COVID-19 сезоне 2020 года он был одним из лидеров атаки «Янкис», в 56 матчах выбив 22 хоум-рана.
В 2021 году Войту снова не удалось избежать проблем со здоровьем. По ходу регулярного чемпионата он четыре раза оказывался в списке травмированных, сыграв всего 68 матчей с одиннадцатью хоум-ранами. В последующее межсезонье «Янкис» подписали новый контракт с Энтони Риццо, который должен был стать основным первым базовым клуба. Через несколько дней Войт был обменян в «Сан-Диего Падрес» на питчера фарм-системы Джастина Ланге.